# Juraj Šebóšik
Juraj Šebóšik (* 3. ledna 1932) byl slovenský a československý politik Komunistické strany Slovenska a poslanec Sněmovny lidu Federálního shromáždění za normalizace.

## Biografie
K roku 1976 se profesně uvádí jako horník. V letech 1969-1971 se zmiňuje coby účastník zasedání Ústředního výboru Komunistické strany Slovenska. XIV. sjezd KSČ ho zvolil za člena Ústřední kontrolní a revizní komise KSČ. XV. sjezd KSČ ho v této funkci potvrdil.
Ve volbách roku 1976 zasedl do Sněmovny lidu (volební obvod č. 194 - Rožňava, Východoslovenský kraj). Mandát obhájil ve volbách roku 1981 (obvod Rožňava). Ve Federálním shromáždění setrval do konce funkčního období, tedy do voleb roku 1986.